# 알렉산드르 티모닌
알렉산드르 안드레예비치 티모닌(러시아어: Алекса́ндр Андре́евич Тимо́нин, 문화어: 알렉싼드르 안드레예비치 찌모닌, 1952년 7월 24일 ~ )은 러시아의 외교관이다. 2014년 12월부터 주한 러시아 대사를 역임했다.

## 생애
2006년부터 2011년까지 주한 러시아대사관 공사, 2012년 4월부터 2014년 12월까지 주조선민주주의인민공화국 러시아 대사를 거쳐 2014년 12월부터 2018년 7월까지 주한 러시아대사관 대사로 일했다.